# 超級健康雲
超級健康雲（Big Data for HealthCare），又稱超級健康資料庫，為中華民國行政院科技會報所啟動的計畫，目的是健康照顧、疾病防治、疾病研究、新藥開發（包含肝病、肝炎、肺癌、乳癌等）。

## 規劃
- 主導人：張善政，時任中華民國行政院轄下行政院科技會報副召集人暨政務委員。
- 執行單位：中華民國行政院轄下衛生福利部統計處。
- 合作單位：中華民國總統府轄下中央研究院、中華民國行政院轄下國家科學委員會（今國科會）。

### 初期
- 時程規劃：2013年底前。
- 初期預算：2013年底前將投資健保資料雲新台幣1.7億元、台灣基因資料庫新台幣6.8億元，加上其他相關投資後將不低於新台幣10億元。
- 初期目標：整合全民健康保險資料及台灣基因資料庫，並去除足以識別個人的訊息後，僅保留病史、用藥、年齡、性別、族群、地區等資訊，以建立「健保資料庫」，每年可減少新台幣1000億元的健保浪費。
- 2013年9月16日，行政院科技會報辦公室宣布啟動計畫[2]。

### 中期
- 時程規劃：2014年至2016年。
- 中期預算：未公布。
- 中期目標：整合財政、戶政、警政單位的資料，並提供給政府機關、研究單位、民間企業使用。

### 後期
- 時程規劃：2016年之後。
- 後期預算：未公布。
- 後期目標：合併為中華民國政府雲的一部分。

## 外部連結
- （繁體中文）（英文）中華民國科技部
- （繁體中文）行政院科技會報